# Al-'Umari
Pour les articles homonymes, voir Omari.
Ibn Faḍl Allâh al-ʿUmarī, Aḥmad ibn Yaḥyá, ou Shiḥāb al-dīn Aḥmad ibn Faḍl Allāh al-‘Umarī, parfois désigné en français sous le nom al-'Omari (1301 - 1349), est un historien et administrateur arabe, né et mort à Damas. C'est l'un des plus importants représentants du courant encyclopédiste dans le domaine mamelouk.

## Biographie
Al-ʿUmarī naît à Damas, le 11 juin 1301 ou le 14 juillet 1298. Issu d'une famille de hauts notables au service de l'administration mamelouke, il revendique une prestigieuse ascendance jusqu'au calife Omar, deuxième calife de l'islam, . Son père a été à la tête de la chancellerie (kātib as-sirr) au Caire.
Éduqué dans les disciplines religieuses et littéraires (adab), al-ʿUmarī reçoit une formation de haut niveau auprès des meilleurs savants de son temps. Il est notamment formé à la rhétorique, la poésie, le droit musulman (fiqh), l'histoire, la géographie et l'astronomie.
Il suit une carrière dans l'administration, devenant kātib al-sirr à Damas puis au Caire, fonction qu’il occupe à plusieurs reprises. Son caractère affirmé lui vaut plusieurs disgrâces, notamment une opposition virulente à la nomination d’un secrétaire copte converti à l'islam, qui lui attire la colère du sultan al-Nāṣir Muḥammad. Emprisonné et contraint de payer une lourde amende, il est finalement libéré et retrouve temporairement ses fonctions avant d’être définitivement écarté du pouvoir après la mort du sultan,.
Il meurt à Damas en 1349 après avoir contracté une maladie lors d’un voyage à Jérusalem,.

## Œuvre

### Masālik al-abṣār fī mamālik al-amṣār
L'œuvre majeure d’al-ʿUmarī est l’encyclopédie Masālik al-abṣār fī mamālik al-amṣār (« Les voies des regards dans les royaumes dotés de capitales »). Elle ambitionne de dresser une description systématique du monde connu, à travers ses villes, ses peuples, ses souverains, ses administrations et ses routes commerciales,,.
Composée initialement en dix volumes selon certaines sources, puis étendue à vingt-sept, cette œuvre combine histoire, géographie, diplomatie et ethnographie. Le chapitre 10, consacré au royaume du Mālī, est l’une des premières sources arabes majeures sur l’Afrique subsaharienne médiévale.
Le Masālik connait un grand succès jusqu’à la fin de l’époque mamelouke avant d’être oublié. Sa première édition complète, en fac-similé, n’intervient qu’en 1988. Aucune traduction intégrale en français ou en anglais n’existe à ce jour.

### Autres œuvres et rencontre de Mansa Moussa
Le at-Taʾrīf bi-al-muṣṭalaḥ ash-sharīf est une autre oeuvre majeure qui fait l'étude d'ensemble des principes de l'administration mamelouk. Il a également écrit une histoire de sa famille et quelques essais, épîtres et vers,.
Les écrits d'Al-'Omari sont en particulier, avec ceux d'Ibn Battûta, une importante source d'information sur l'empire du Mali.
Al-'Omari s'est rendu au Caire peu de temps après le pèlerinage à La Mecque du roi du Mali (mansa) Mansa Moussa. En particulier, il a noté que le Mansa a distribué tellement d'or que sa valeur a chuté en Égypte pendant une décennie après, une histoire qui est souvent répétée pour décrire la richesse de l'empire du Mali.

## Traductions
- Masālik el Abṣār fi mamālik el Amṣār : I. L'Afrique, moins l'Égypte (trad. Maurice Gaudefroy-Demombynes), Paris, P. Geuthner, 1927 (BNF 36066544)